# Mureils
Mureils är en kommun i departementet Drôme i regionen Auvergne-Rhône-Alpes i sydöstra Frankrike. Kommunen ligger i kantonen Saint-Vallier som tillhör arrondissementet Valence. År 2019 hade Mureils 473 invånare.

## Befolkningsutveckling
Antalet invånare i kommunen Mureils
Referens:INSEE

## Galleri

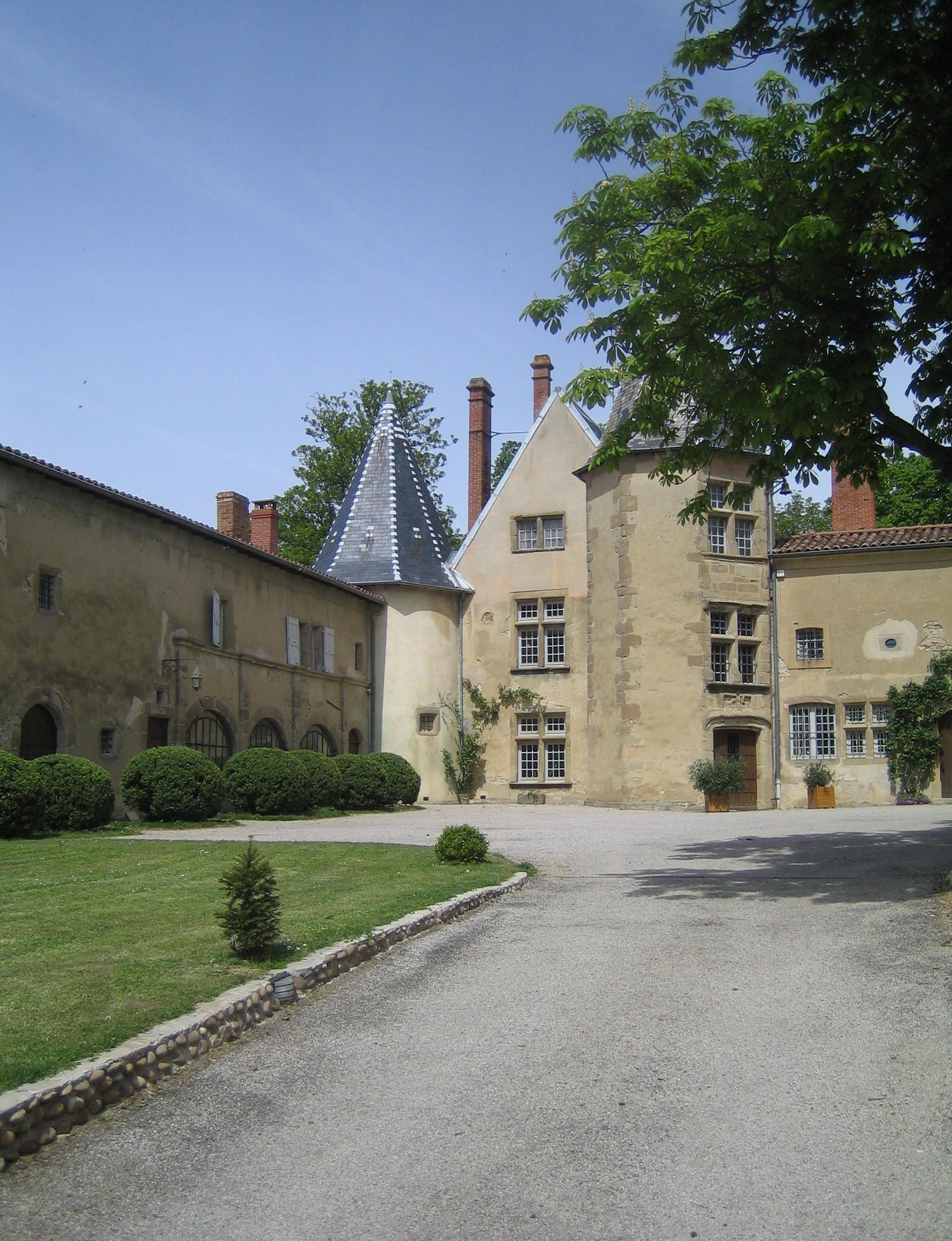
Slottet Bretonnière
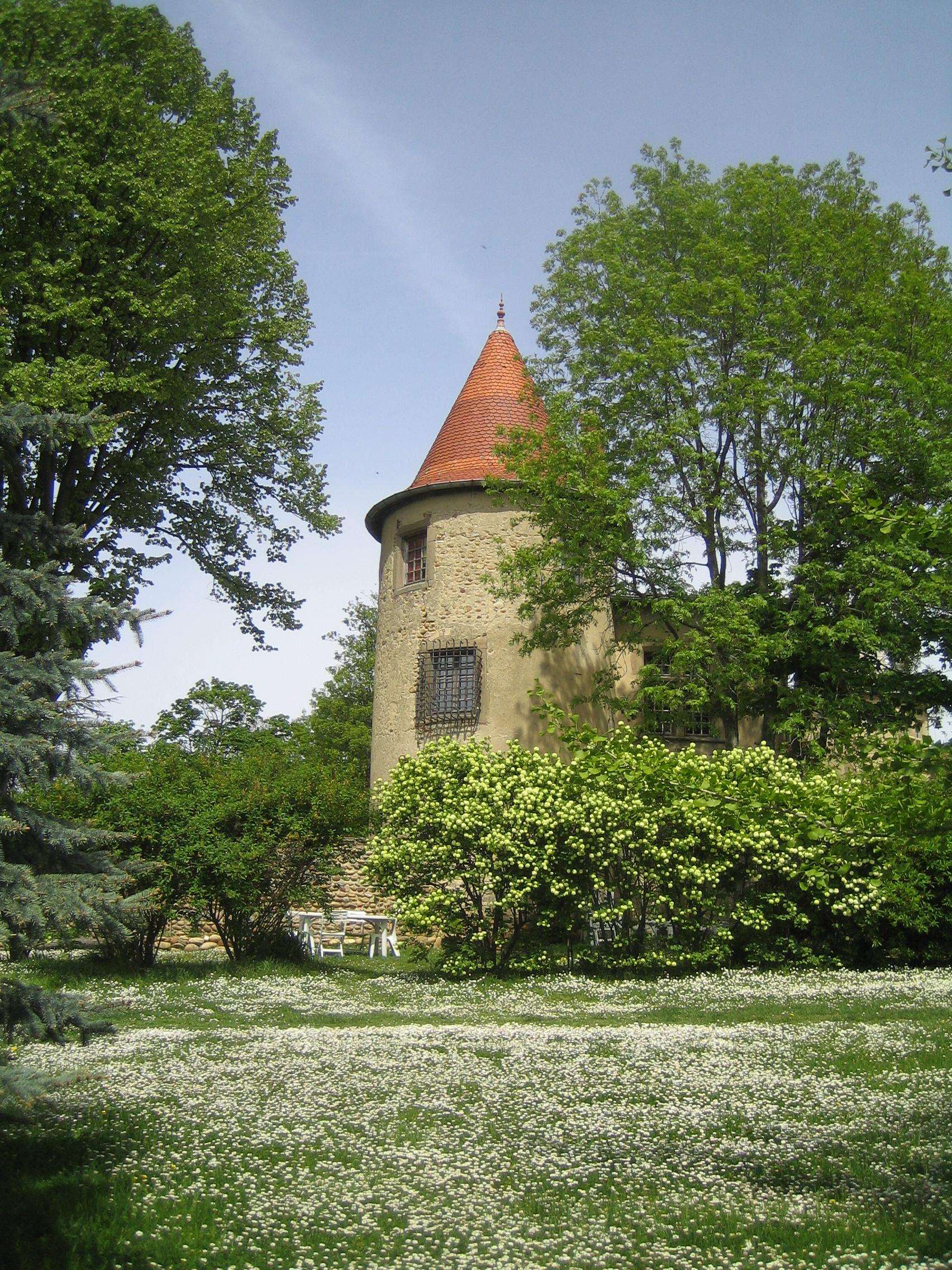
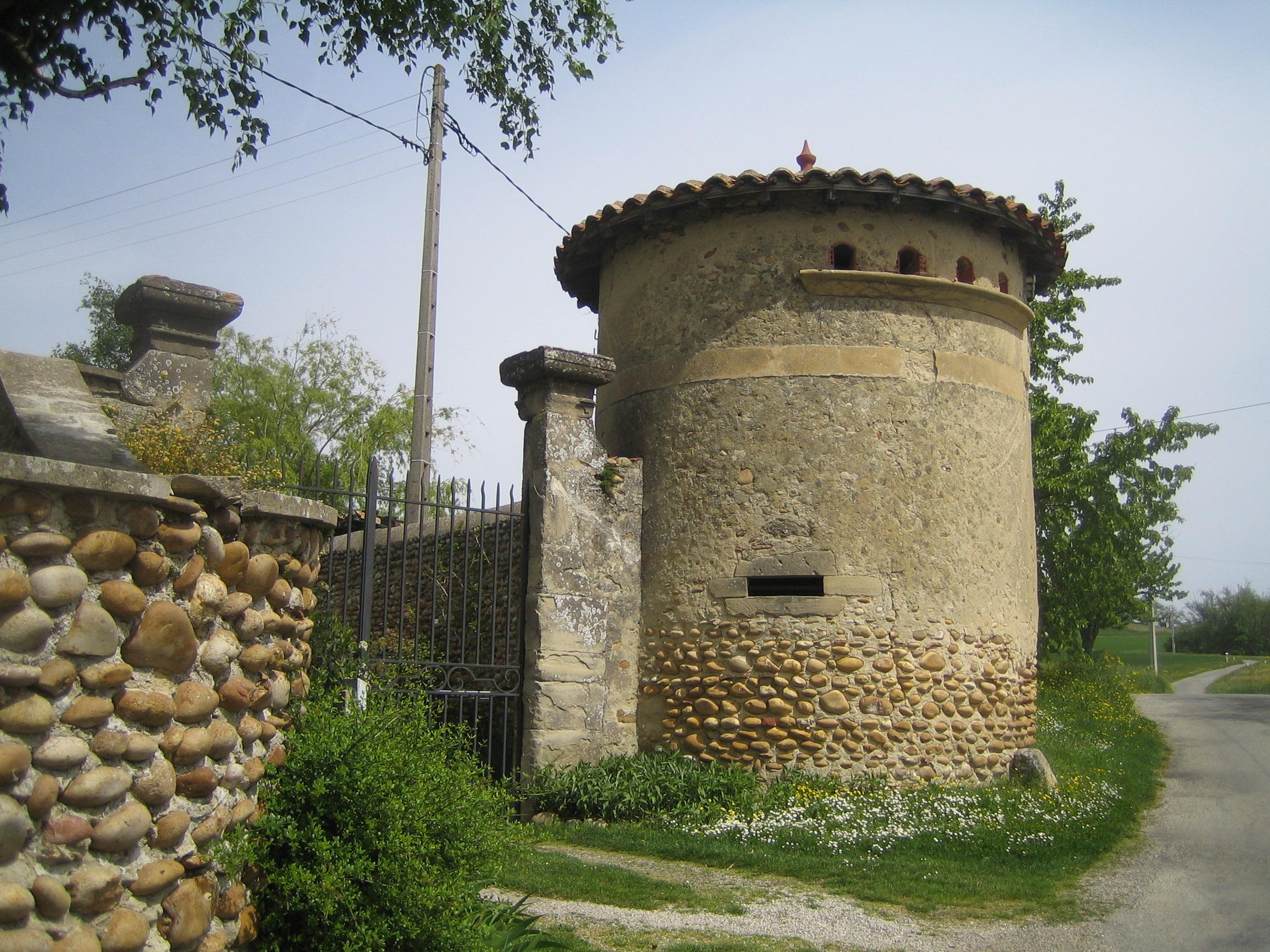
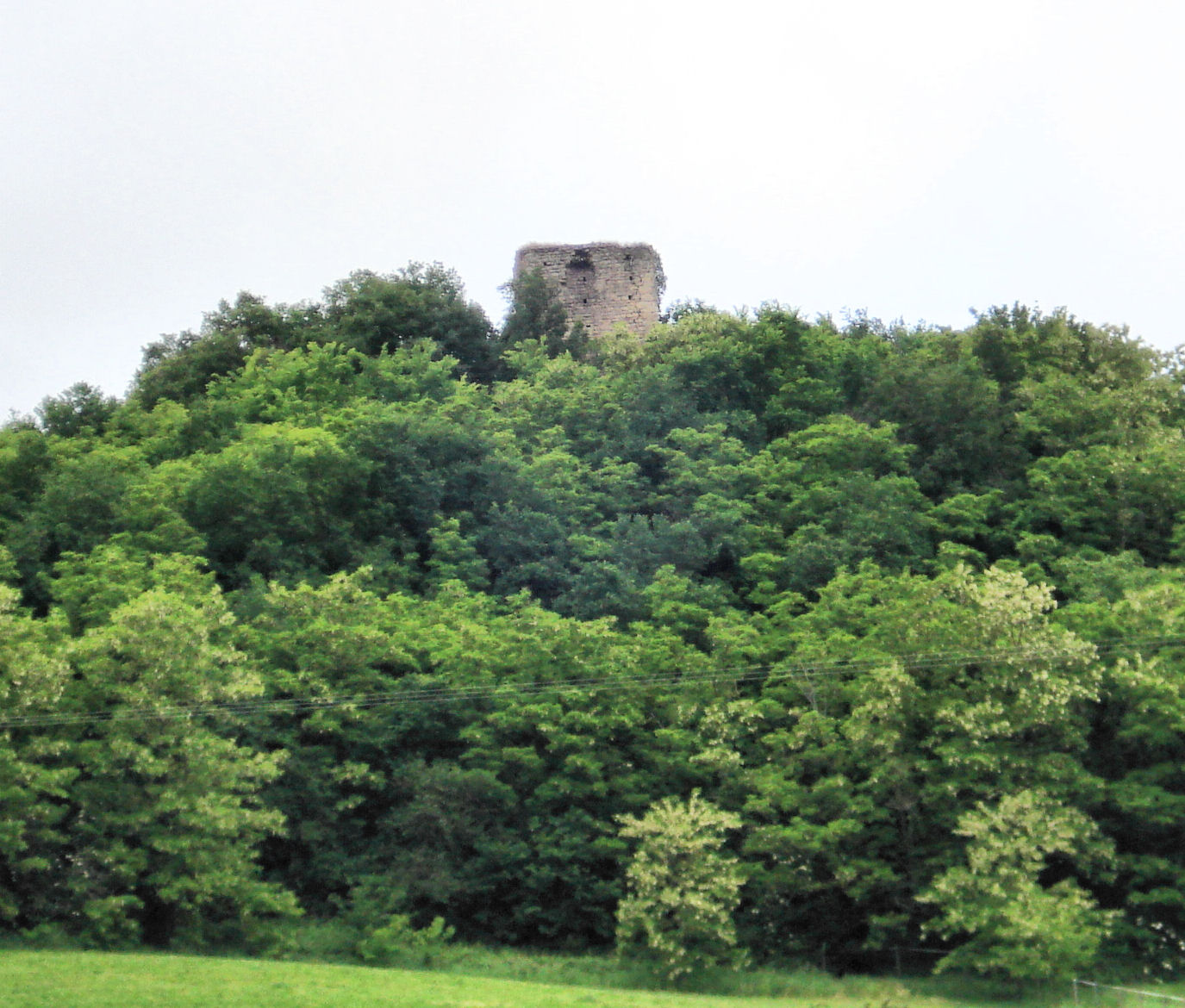